# Üblacker-Häusl

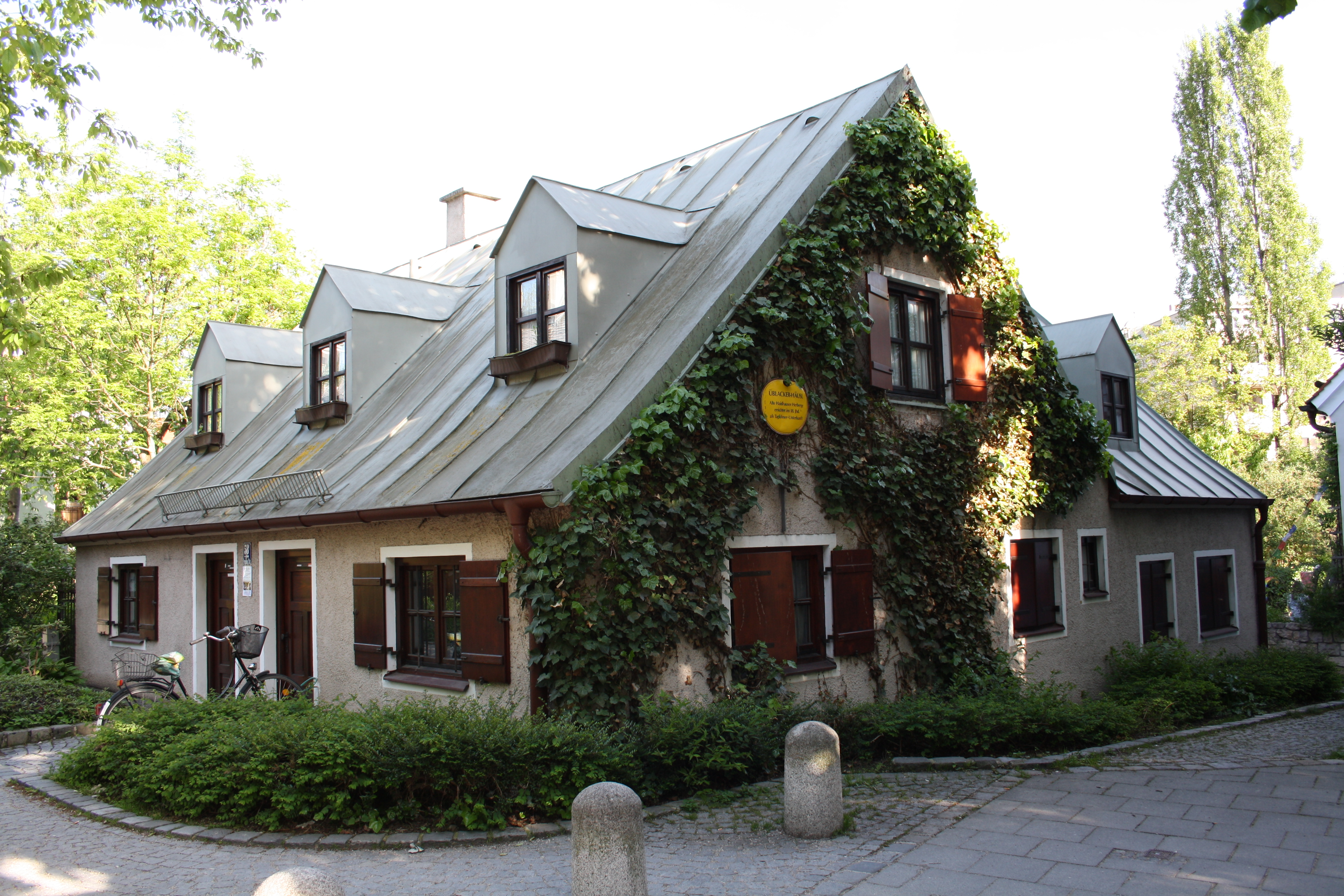
Üblacker-Häusl

Das Üblacker-Häusl (ⓘ) ist ein Ende des 18. Jahrhunderts errichtetes denkmalgeschütztes ehemaliges Herbergsanwesen im Münchner Stadtteil Haidhausen. In ihm ist seit 1980 das Herbergenmuseum untergebracht. Die Anschrift ist: Preysingstr. 58, 81667 München.

## Geschichte
Das Üblacker-Häusl war zum Zeitpunkt der Errichtung eines von zahlreichen einfachen Wohngebäuden für Tagelöhner rund um die Preysingstraße in Haidhausen, damals ein östlicher Vorort Münchens. Von den zahlreichen, meist ein- oder zweigeschossigen Häusern sind heute nur noch wenige erhalten, die meisten wurden durch mehrgeschossige Mietswohnhäuser ersetzt. 1894 ging die Herberge für einen für damalige Verhältnisse hohen Preis in den Besitz des Holz- und Kohlenhändlers Johann Üblacker über. Die Beschreibung lautete damals „Wohnhaus mit angebauter Stallung, Abort, Schutzdach, Wagenremise und Hofraum“. 
Von Üblackers Erben erwarb 1966 die Stadt München das Gebäude. Aufgrund seines schlechten Zustandes sollte es daraufhin abgebrochen werden, was jedoch der Bezirksausschuss Au-Haidhausen verhinderte. Nach dem Auszug der letzten Bewohner 1974 wurde das Üblacker-Häusl in die Denkmalliste aufgenommen, für mehr als eine halbe Million DM ab 1977 saniert und schließlich am 12. Juli 1980 eröffnet. Seitdem befindet sich im Obergeschoss eine Wohnung, im Erdgeschoss wurde das Üblacker-Herbergenmuseum eingerichtet. Es zeigt in zwei, als Wohn- und Schlafräumen gestalteten Zimmern das Leben einer Tagelöhner-Familie. Das Museum hat Leihgaben des Münchner Stadtmuseums. Ein weiterer Raum, der ehemalige Ziegenstall, wird vom 1978 gegründeten Verein Freunde Haidhausens – Verein für Haidhausen e. V. für Ausstellungen und Veranstaltungen genutzt.